# Fındıklı, Ondokuzmayıs
Fındıklı là một xã thuộc huyện Ondokuzmayıs, tỉnh Samsun, Thổ Nhĩ Kỳ. Dân số thời điểm năm 2010 là 212 người.